# يوري سليزكين
يوري لفوفيتش سلزكين (بالروسية: Ю́рий Льво́вич Слёзкин)‏ (مواليد 7 فبراير 1956) هو مؤرخ ومترجم أمريكي روسي المولد. هو أستاذ التاريخ الروسي، ومتخصص في علم الكرملينيات، ومدير معهد الدراسات السلافية وأوروبا الشرقية والأوراسية بجامعة كاليفورنيا (بركلي). اشتهر بكتابيه «القرن اليهودي» (The Jewish Century) سنة 2004، و«بيت الحكومة: ملحمة الثورة الروسية» (The House of Government: A Saga of the Russian Revolution) سنة 2017.

## مسيرته
تدرب سليزكين في الأصل كمترجم فوري في جامعة موسكو الحكومية. كانت رحلته الأولى خارج الاتحاد السوفيتي في أواخر السبعينيات، عندما كان يعمل مترجماً في موزمبيق. عاد إلى موسكو للعمل كمترجم للغة البرتغالية، وقضى سنة 1982 في لشبونة، قبل الهجرة إلى أوستن (تكساس) في العام التالي. حصل على درجة الدكتوراه من جامعة تكساس في أوستن.
سليزكين زميل وطني في دبليو جلين كامبل وريتا ريكاردو كامبل في معهد هوفر بجامعة ستانفورد، وأستاذ للتاريخ في جامعة كاليفورنيا (بركلي). وهو أيضًا عضو في الأكاديمية الأمريكية للفنون والعلوم (2008).

## نظرية سلزكين للهوية العرقية
يميز سليزكين اليهود (جنبًا إلى جنب مع مجموعات أخرى مثل الأرمن والصينيين المغتربين) بأنهم شعب ميركوريون «متخصصون حصريًا في تقديم الخدمات للمجتمعات المنتجة للغذاء المحيطة»، والتي وصفها بـ «الأبولونية». هذا الانقسام، حسب قوله، متكرر في مجتمعات ما قبل القرن العشرين. باستثناء الغجر، تمتعت جميع هذه «الشعوب الميركورية» بنجاح اجتماعي واقتصادي كبير مقارنة بالمتوسط بين مضيفيهم، واجتذبوا جميعًا، دون استثناء، العداء والاستياء. النمط المتكرر للعلاقة بين أبولونيين وشعب ميركوريان هو أن التمثيل الاجتماعي لكل مجموعة من قبل الأخرى متماثل، على سبيل المثال يرى الميركوريون أن الأبولونيون متوحشون بينما يرى الأبولونيون أن الميركونيين مخنثون. يطور الميركوريون ثقافة «النقاء» و«الأساطير الوطنية» لتنمية انفصالهم عن الأبولونيين، مما يسمح لهم بتقديم الخدمات الدولية (الوسطاء والدبلوماسية) أو الخدمات التي تعتبر من المحرمات بالنسبة لثقافة الأبولونيين المحلية (المرتبطة بالموت والسحر، الجنس أو الأعمال المصرفية). طور سليزكين هذه الأطروحة بالقول إن اليهود، الأكثر نجاحًا بين هذه الشعوب الميركورية، قد أثروا بشكل متزايد على مسار وطبيعة المجتمعات الغربية، لا سيما خلال الفترات المبكرة والمتوسطة من الشيوعية السوفيتية، وأنه يمكن اعتبار الحداثة بمثابة تحول في المجتمع الغربي من الأبولونية إلى الميركورية.

## أعماله
- «بيت الحكومة: ملحمة الثورة الروسية» (The House of Government: A Saga of the Russian Revolution)، دار نشر جامعة برنستون، 2017
- «القرن اليهودي» (The Jewish Century)، دار نشر جامعة برنستون، 2004 ((ردمك 0-691-11995-3))
- «في ظل الثورة: قصص حياة النساء الروسيات من عام 1917 إلى الحرب العالمية الثانية» (In the Shadow of the Revolution: Life Stories of Russian Women from 1917 to the Second World War)، من تحرير شيلا فيتزباتريك ويوري سلزكين، دار نشر جامعة برنستون، 2000
- «مرايا القطب الشمالي: روسيا والشعوب الصغيرة في الشمال» (Arctic Mirrors: Russia and the Small Peoples of the North)، دار نشر جامعة كورنيل، 1994
- «اتحاد الجمهوريات الاشتراكية السوفيتية كشقة مجتمعية، أو كيف روجت دولة اشتراكية للخصوصية العرقية» (The USSR as a Communal Apartment, or How a Socialist State Promoted Ethnic Particularism)، مجلة (Slavic Review)، المجلد 53، رقم 2 (صيف 1994)، 414-452
- «بين الجنة والنار: أسطورة سيبيريا في الثقافة الروسية» (Between Heaven and Hell: The Myth of Siberia in Russian Culture)، 1993

## الجوائز
- 2002: جائزة الكتاب اليهودي القومي في دراسات أوروبا الشرقية، عن كتابه «القرن اليهودي».[10]